# تروی (کامیونیتی)، شهرستان والورت، ویسکانسین
تروی (به انگلیسی: Troy) یک منطقهٔ مسکونی در ایالات متحده آمریکا است که در شهرستان والورس، ویسکانسین واقع شده‌است. تروی ۲۶۴٫۸۷ متر بالاتر از سطح دریا واقع شده‌است.